# Hoštěc
Hoštěc (németül Hurschk) Teplá településrésze Csehországban a Karlovy Vary-i kerület Chebi járásában. Központi községétől 3 km-re északnyugatra fekszik. A 2001-es népszámlálási adatok szerint 16 lakóháza és 24 lakosa van.